# Johann Scherpe
Johann „Hans“ Scherpe (geboren am 15. Dezember 1853 in Wien; gestorben am 15. Februar 1929 ebenda) war ein österreichischer Bildhauer. Er gilt als Künstler der jüngeren Ringstraßengeneration und trat vor allem als Bau- und Denkmalplastiker hervor.

## Leben
Johann Scherpe, Sohn des Tischlers und Möbelzeichners Karl Friedrich Scherpe, begann eine Ausbildung als Holzschnitzerlehrling. Später wurde er Schüler an der Modellierschule J. Cesar. An dieser lernte er den Bildhauer Rudolf von Weyr kennen und wurde dessen Mitarbeiter. 1877 begann er ein Studium an der Wiener Akademie der bildenden Künste und war dabei von 1880 bis 1885 in der Spezialschule für höhere Bildhauerei bei Karl Kundmann. 1890 wurde er ordentliches Mitglied der Genossenschaft der bildenden Künstler Wiens. Scherpe schuf anfangs überwiegend Porträtbüsten und Architekturplastiken, später vor allem Denkmäler. Er gewann für letztere mehrere Wettbewerbe und Medaillen. 1896 erhielt er auf der Internationalen Kunstausstellung in Berlin eine kleine Goldmedaille.
Scherpe wurde nach seinem Tod am Wiener Zentralfriedhof (Gruppe 13 B) beigesetzt.

## Werke
- 1890: Austria-Brunnen (eingeschmolzen)
- 1893: Grabmal von Ludwig Anzengruber am Wiener Zentralfriedhof
- 1905: Ludwig-Anzengruber-Denkmal auf dem Schmerlingplatz
- 1908: Augustinbrunnen am Augustinplatz
- 1912: Rudolf-von-Alt-Denkmal am Minoritenplatz

## Bildergalerie

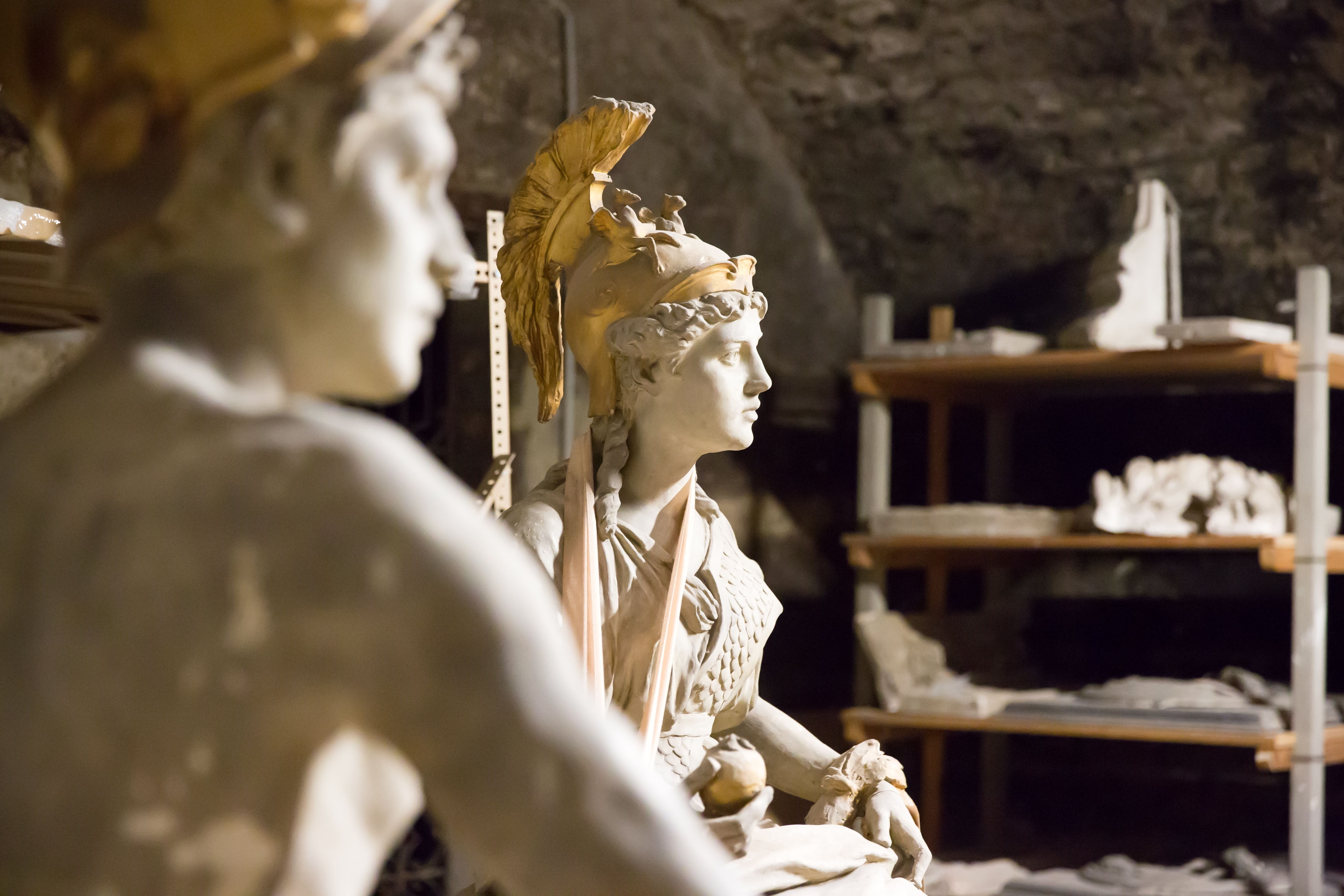
Von Scherpe geschaffene Gipsmodelle für die Figurengruppe „Krieg und Frieden“
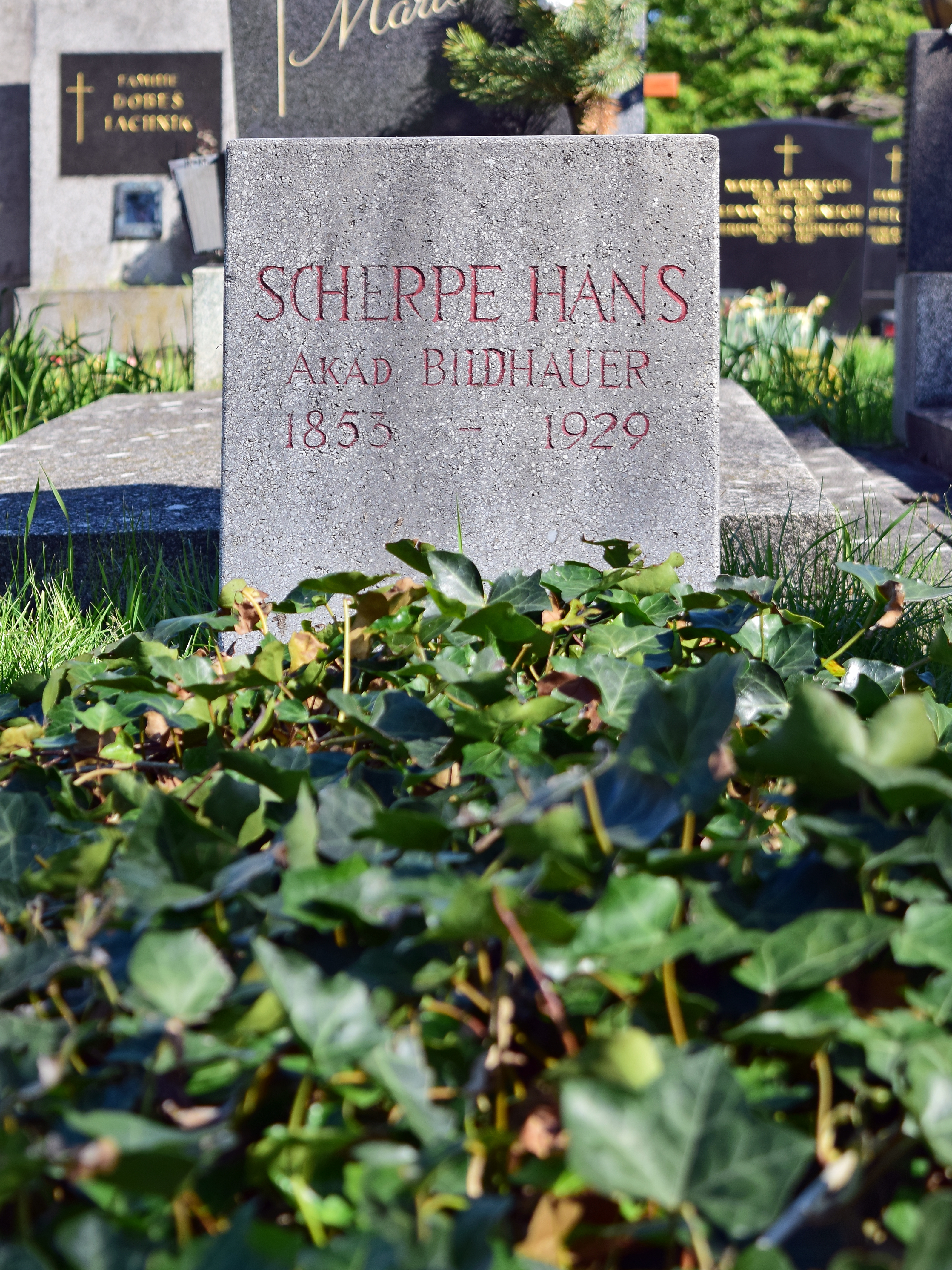
Grab von Johann Scherpe am Wiener Zentralfriedhof
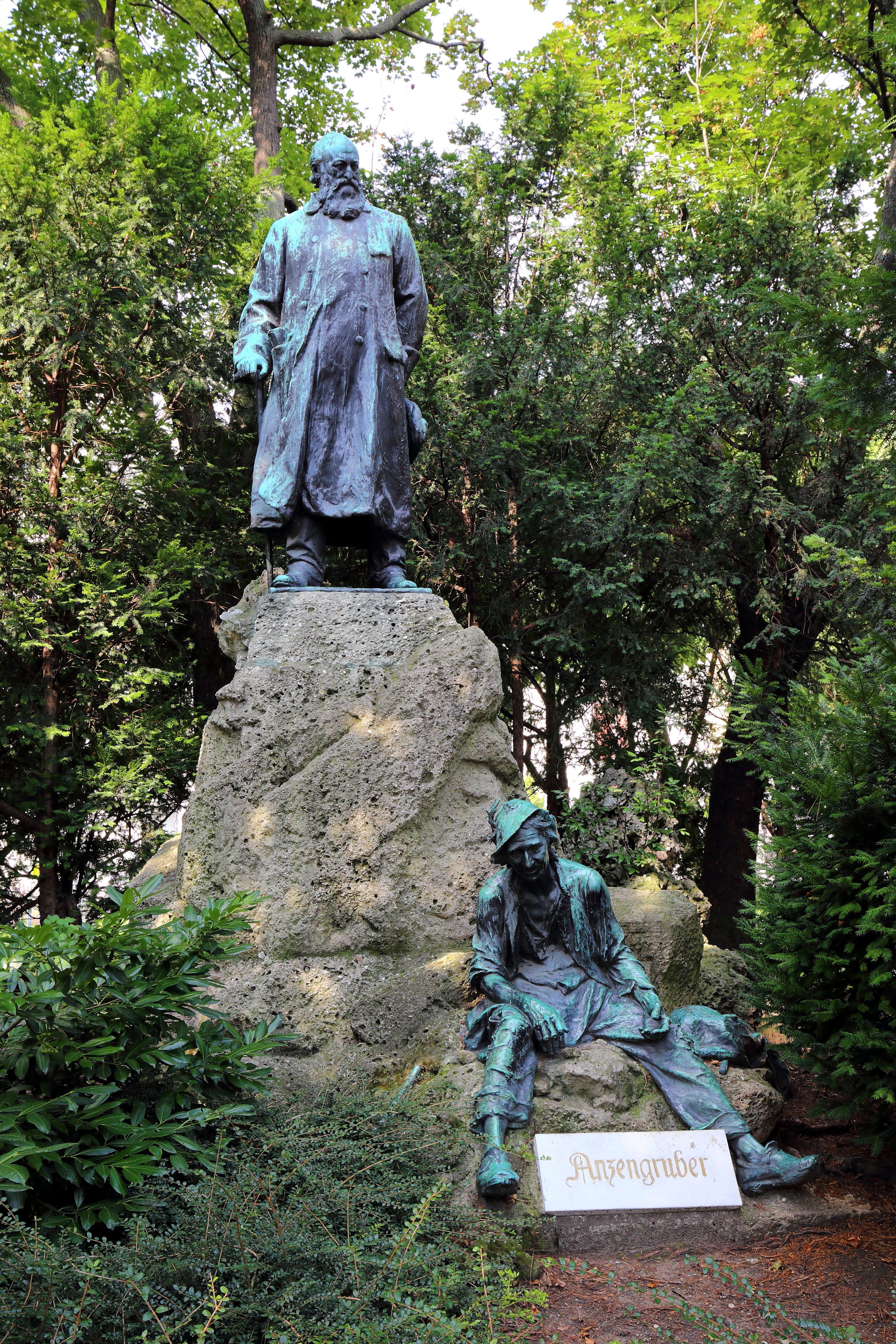
Anzengruber-Denkmal am Schmerlingplatz (1905)